# Tinospora orophila
Tinospora orophila är en tvåhjärtbladig växtart som beskrevs av G. Troupin. Tinospora orophila ingår i släktet Tinospora och familjen Menispermaceae. Inga underarter finns listade i Catalogue of Life.